# Harderwijk
Harderwijk (nizozemska izgovorjava: [ˌɦɑrdərˈʋɛik] (); nizozemsko nizkosaška: Harderwiek) je občina in mesto na Nizozemskem.
Njegovi populacijski središči sta Harderwijk in Hierden.
Harderwijk je na zahodni meji Veluwe. Jugovzhodna polovica občine je pretežno gozdnata.

## Zgodovina
O najzgodnejši zgodovini Harderwijka je malo znanega. Najstarejši del je bil morda gosposki dvor (vroonhoeve (curtis) Selhorst (Zelhorst)) utrechtskega kapitlja Svete Marije. V bližini tega naselja je bila cerkev svetega Nikolaja. Natančna lokacija te naselbine ni znana, morda je bila blizu enih od kopenskih mestnih vrat imenovanih »Luttekepoort«.
Leta 1231 je naselje Herderewich poleg Selhorsta prejelo mestne pravice od Oton II. grofa Gelderskega in Zutphenskega in tako postalo prvo mesto v regiji Veluwe. Cerkev svetega Nikolaja je sprva delovala kot župnijska cerkev zunaj mestnega obzidja. Harderwijk je imel štiri kopenska vrata, to so bila Luttekepoort, Peelenpoort, Grote Poort in Smeepoort, na morski strani pa Hoge in Lage Bruggepoort (od leta 1544 imenovana Vischpoort (Ribja vrata)). Arheološke raziskave leta 2006 so pokazale, da je imel Harderwijk že okoli leta 1250 zidano stavbo v Bruggestraatu. Leta 1290 se prvič omenjajo minoritski bratje v Harderwijku. Med izkopavanji leta 2014 so bili najdeni temelji cerkve, ki pripada minoritskemu samostanu v središču mesta. Harderwijk se je že v trinajstem stoletju razvijal kot trgovsko mesto. Ladje Harderwijka so opazili v Flandriji, Nemčiji in Angliji. Tovor so med drugim sestavljali volna, kože, sledi in les. Na mestnem pečatu je bila upodobljena zobata ladja.
Harderwijk je bil še posebej aktiven v Hanzeatski ligi v štirinajstem stoletju. Harderwijk je bil omenjen (kot Ardroick) na pomorski karti iz leta 1339, ki so jo uporabljali pomorščaki iz južne Evrope. Danski kralj Erik VI. je meščanom Harderwijka leta 1316 podelil vitte v švedskem mestu Skanör-Falsterbo. Leta 1326 je danski kralj Valdemar III. potrdil privilegije, ki jih je Harderwijku podelil njegov dedek Valdemar IV. Šlezviški. Rainald II., vojvoda Gelderski, je med letoma 1339 in 1343 koval kovance v Harderwijku. Po vojvodovi smrti je njegova žena Eleonora v Harderwijku skovala do 1355 kovancev. Švedski kralj Albreht Meklenburški  je leta 1368 dal meščanom Harderwijka različne pravice in svoboščine na Danskem in v Skåne (Schonenu) za pomoč, ki so mu jo namenili v vojni. Hanzeatska mesta, vključno s Harderwijkom, so leta 1370 sklenila mir z Dansko. Harderwijk sta leta 1372 zavzela Matilda vojvodinja Gelderska in Žan II. grof Blois. Zaradi pomanjkanja denarja je morala vojvodinja leta 1376 mesto zastaviti. V zastavo ga je dala škofu Utrechta Arnoldu van Horneju. Do leta 1379 je škof v mestu koval novce. Po tem je Harderwijk prešel pod oblast Viljema III. vojvode Julih-Gelderna, ki je tu koval kovance do konca svoje vladavine leta 1402.
Leta 1402 je Rainald IV., vojvoda Gelderski, potrdil mestne privilegije, pravice in svoboščine Harderwijka na začetku njegove vladavine. Leta 1423, na začetku vladavine Arnolda Egmontskega, vojvode Gelderskega in grofa Zutphenskega, so bili mestni privilegiji, pravice in svoboščine ponovno potrjeni, leta 1443 pa je bila potrjena glavna pravica Harderwijka do rib. Harderwijk je to pravico verjetno pridobil v začetku 14. stoletja. Pravica se nanaša na vse ribe, iztovorjene med Muidenom in Kampenom, z izjemo Elburga. To je pomenilo, da je bilo to ribo treba prodati v Harderwijku in da je bila tam določena cena. Izdelki so vstopili v mesto skozi Hoge Bruggepoort in ne skozi Vischpoort (Ribja vrata) , kot pove ime. Preko slednjega pristanišča so izdelke vozili iz mesta na druge destinacije. Dražba rib je potekala v nekdanjem 'Herbergkwartier', ki se nahaja v conah Bruggestraat, Vijhestraat in Schoolsteeg, za Hoge Bruggepoort.
Leta 1446 so v Harderwijku potekala pogajanja o stopnjevanju konflikta med severnonemškimi hanzeatskimi mesti na eni strani ter nizozemskimi in zelandskimi mesti na drugi strani. Končno je bila tu podpisana Harderwijška mirovna pogodba. Leta 1465 je novi vojvoda Adolf Egmontski ponovno potrdil mestne privilegije, pravice in svoboščine Harderwijka. Münstrski škof Henrik je storil isto leta 1480, med Geldersko vojno za neodvisnost , vendar je kasneje istega leta mesto prešlo pod oblast Maksimilijana Avstrijskega. Ta je nato potrdil pravice mesta leta 1482, kot je to storil vojvoda Karel Gelderski leta 1492. Leta 1498 med spopadi med Schieringers (govorci) in Vetkopers (debelimi kupci) , je vojvoda Albreht Saški dal v Harderwijku vkrcati vojsko 1500 nemških suličarjev za uspešen napad na Westergo .
Začetek 16. stoletja je bil za Harderwijk burno obdobje. Leta 1503 je v Harderwijku izbruhnil mestni požar. Večina mestnega arhiva je bila izgubljena in veliko ljudi je izgubilo življenje. Da bi nadomestil nastalo škodo, je Karel Gelderski mestu dovolil kovanje kovancev v njegovem imenu. Med Gelderskimi vojnami je vojvoda Karel Gelderski pogosto počival v Harderwijku. Podobno leta 1504, ko je hotel napasti Waterland. Na poti je prišlo do pomorske bitke s holandsko floto, v kateri je Vojvodina Gelders izgubila. Leta 1505 se je mesto moralo predati Burgundcem. Leto kasneje (1506) je kuga pobrala veliko žrtev med prebivalci mesta. Leta 1507 je Karel Gelderski zaman oblegal mesto, leta 1511 pa mu je mesto vendarle uspelo osvojiti. Naslednje leto (1512) je mesto ponovno prizadela kuga. Istega leta je imel Karel Gelderski vojaški pohod v Woerden iz Harderwijka. Od leta 1514 je bil Karel Gelderski redno v Harderwijku, da bi pazil na odhajajoče čete v Frizijo. Na primer, imel je pripravljeno floto 700 suličarjev in z dobro pripravljenim napadom prek Gaasterlanda  mu je uspelo vdreti v Frizijo. Leta 1518 je Karel posredoval v sporu med občino in meščani Harderwijka glede podvojitve trošarin na pivo. Zamenjani so štirje svetniki. Karel je imel na počitku tudi nekaj zasebnih ladij, ki so morale izvajati napade na holandske in utrechtske knezo-škofijske ladje. Leta 1519 je dal zgraditi Nieuwe Blokhuis, trdnjavski grad na severni strani mesta.   Cerkev svetega Nikolaja je bila leta 1524 porušena. Leta 1528 je prišlo do ponovnega požara v mestu in po dvotedenskem obleganju je mesto zavzel habsburški general Floris Egmontski , vendar je že oktobra tega leta po Gorinchemski pogodbi moral cesar Karel V. vrniti mesto Gelderskim. Leta 1537 je Karel Gelderski s 700 vojaki prišel v Harderwijk in za nekaj dni zasedel mesto. Imel je tudi opremljeno floto za (neuspeli) napad na Enkhuizen. Na Drommedarisu v Enkhuizenu visita dve sidri, ki so ju po legendi med tem napadom zajeli Gelderskim.
Mestno sirotišnico v Harderwijku je leta 1554 ustanovil Johan van Speulde. Leta 1566 so Nieuwe Blokhuis dvakrat napadli uporni državljani. Septembra istega leta se je v Harderwijku zgodil ikonoklazem. Harderwijk se je odločil za protestantsko vero in v obdobju 1578-1580 so morali vsi samostani prenesti svoje posesti na mesto. Leta 1581 je bil Nieuwe Blokhuis porušen zaradi novih utrdb. Gelderska kovnica denarja je bila ustanovljena v Harderwijku leta 1584 in tam so kovali kovance do leta 1806.
18. junija 1672 je Harderwijk padel v roke francoskim okupatorjem. Ko so se Francozi 5. septembra 1673 umaknili, so bile utrdbe porušene; Smeepoort in Luttekepoort sta bila celo razstreljena. Mesto je bilo požgano na vse strani. Zaradi hitrega ukrepanja je zgorela le šola in okoli trideset hiš.
Od leta 1814 je bilo v Harderwijku ustanovljeno zbirno kolonijalno taborišče za vojsko Vzhodne Indije (kasneje Royal Dutch East Indies Army ).   Zaradi pomanjkanja nabornikov so bili prostovoljci rekrutirani iz vse Evrope, pogosto iz vprašljivih okolij. Rekruti so ob vpisu prejeli precejšnjo vsoto gotovine, ki je pogosto v veliki meri izginila v prostitucijo, preden so sploh stopili na krov.  Depo so zaprli leta 1910. Skoraj 150.000 vojakov je našlo pot od Harderwijka do Indije. Med njimi je bil tudi francoski pesnik Arthur Rimbaud.
Med prvo svetovno vojno je bilo okoli 15.000 Belgijcev nameščenih v internacijskem taborišču v bližini mesta. Kasneje je bilo na pokopališču Oostergaarde v Harderwijku ustanovljeno belgijsko vojaško častno polje 1914-1918 . Tu so grobovi 349 Belgijcev. Veliko jih je umrlo zaradi španske gripe. 11. in 12. maja 1940, tik po nemški invaziji, ki je za Nizozemsko označila začetek druge svetovne vojne, je Harderwijk sprejel približno 8000 evakuiranih prebivalcev Nijkerka , s čimer se je število prebivalcev mesta za nekaj dni podvojilo. Nemška okupacija se je v Harderwijku začela 14. maja, še pred nizozemsko kapitulacijo. V sredo, 18. aprila 1945, so kanadske enote osvobodile Harderwijk.
Danes je Harderwijk verjetno najbolj znan po Dolfinarium Harderwijk, parku morskih sesalcev, kjer prirejajo predstave z delfini ter hranijo različne druge morske sesalce in ribe.

## Pomembni prebivalci
- Theo de Meester (1851–1919), politik in predsednik vlade 1905–1908
- Johan Mekkes (1898–1987) nizozemski reformacijski filozof
- Dirk Rijnders (1909–2006), politik

## Galerija
- Zemljevid Harderwijka (Blaeu Toonneel der Steden, Willem in Joan Blaeu, 1652). Sever je na dnu zemljevida.
- Harderwijk, Velika cerkev (de Grote Kerk)
- Harderwijk, Ribja mestna vrata (Vischpoort)
- Harderwijk, pogled na ulico Vischmarkt (Ribja tržnica)
- Harderwijk, pogled na mesto s het Zeepada
- Harderwijk, obzidje, top in cerkveni stolp
- Harderwijk, mlin na veter
- Harderwijk, Linnaeus torentje (Linnejev stolp)